# Ексетерський університет
50°44′10″ пн. ш. 3°32′06″ зх. д. / 50.736111111111° пн. ш. 3.535° зх. д.
Університет Ексетера (скорочено UoE, лат. Universitas Exoniensis) — британський університет у Ексетері (Девон), який пропонує різноманітні навчальні програми. Особливої уваги заслуговують математичний факультет і відомий економічний факультет (Школа бізнесу Ексетерського університету). Археологічний факультет є єдиним у Великобританії, який пропонує курс експериментальної археології. Університет є членом престижної Russell Group, асоціації елітних британських дослідницьких університетів, яка є аналогом американської Ліги Плюща.

## Інтернет-ресурси
- Website der Universität
- Website des Cornwall Campuses
- Website der Studentenunion